# Ninja (milícia)

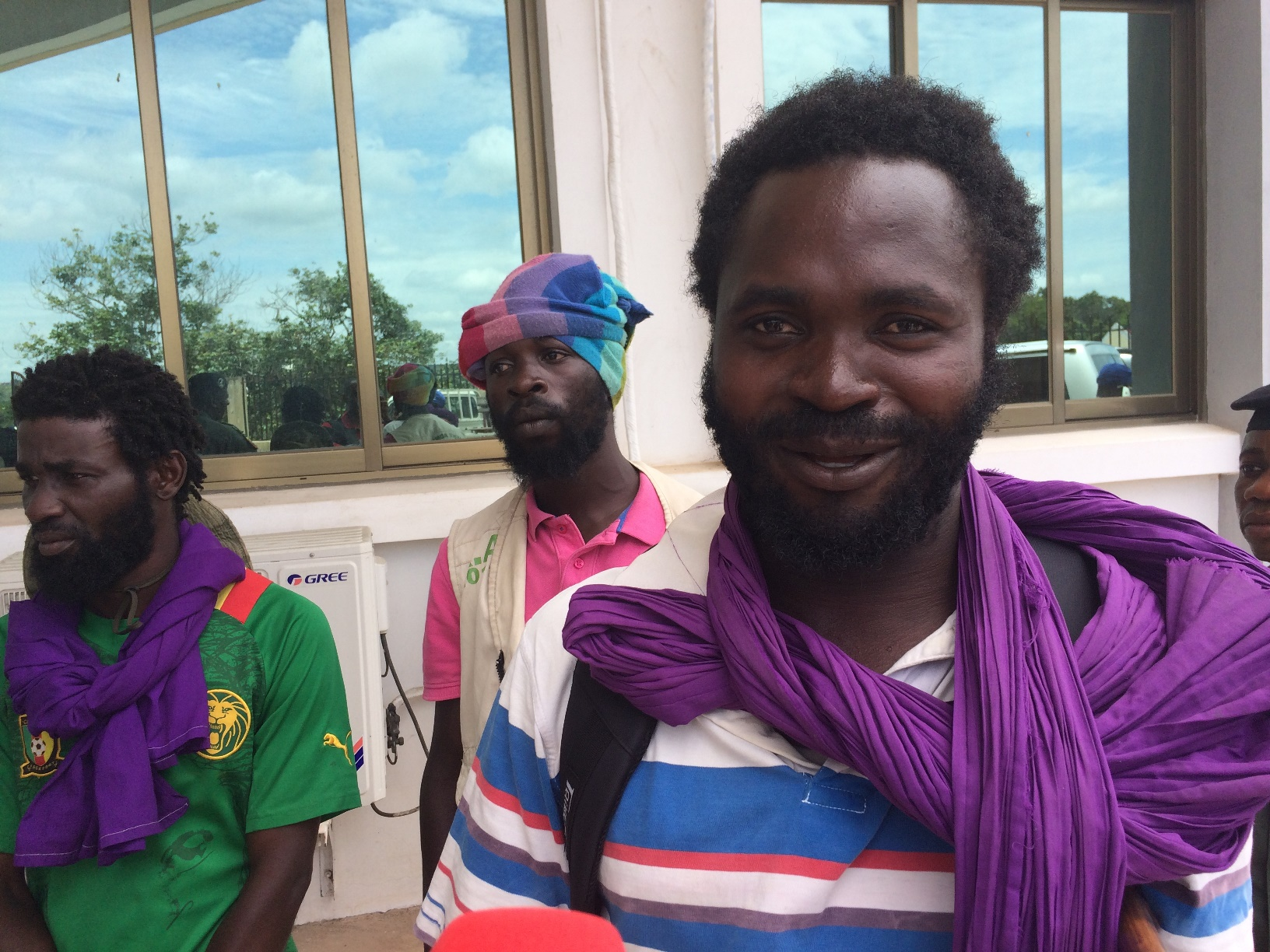
Alguns ex-ninjas do Congo, em junho de 2019.

Os ninjas foram uma milícia na República do Congo que participou de inúmeras guerras e insurgências nos anos 1990 e 2000. Os Ninjas foram formados pelo político Bernard Kolélas no início da década de 1990 e foram comandados por Frédéric Bintsamou, também conhecido como Pastor Ntoumi quando Kolelas estava no exílio.
A milícia lutou contra os partidários do presidente Pascal Lissouba no conflito armado de 1993-1994 no Congo. Na Guerra Civil na República do Congo (1997–1999), aliaram-se às forças de Lissouba contra os partidários do ex-presidente Denis Sassou Nguesso. Após a vitória de Sassou Nguesso na Guerra Civil, os Ninjas de Ntoumi participaram de uma insurgência contra o seu governo no Departamento de Pool. O conflito em Pool escalou em uma série de confrontos violentos em 2002-2003, após os quais a liderança dos Ninjas acabou desistindo de sua luta armada. Entretanto, em 2016, um novo ciclo de violência iniciou-se.

## Caráter e ideologia
Formado por e originalmente leal a Bernard Kolélas, a milícia Ninja foi associada à etnia Bakongo. A milícia recebeu o nome dos ninjas do Japão feudal.  O comandante de campo Ninja, Pastor Ntoumi, foi descrito como líder de um culto e um "pastor messiânico". Em 2003, declarou a um jornalista que o Espírito Santo lhe disse para reviver os ninjas. Os milicianos ninja usavam a cor púrpura (simbolizando o sofrimento) e tinham os cabelos em dreadlocks. Acreditavam que o apocalipse estava próximo. Um líder Ninja citado em um relatório de 2000 afirmou que havia "quase 16.000 ninjas na região de Pool". . De acordo com uma reportagem de 2002 da IRIN News, analistas acreditavam que Ntoumi comandou "apenas algumas centenas de combatentes dedicados e até mais de 3.000 vagamente ligados", os quais estavam divididos e sem entusiasmo.

## Violação dos direitos humanos
De acordo com um relatório de 2000 do USCIS houve "numerosos relatos confiáveis de graves violações dos direitos humanos cometidas pelas forças da milícia Ninja... Incluindo a tomada de reféns, tortura e execuções extrajudiciais". Um relatório da Anistia Internacional citado pelo USCIS declarou que "[a partir de junho de 1997, os combatentes Ninja e Cocoye teriam assassinado centenas e possivelmente milhares de civis desarmados em bloqueios de estradas em seus redutos de Bacongo e Makélékélé]".